# Hildr (Walküre)
Hildr (altnordisch hildr zu deutsch Kampf) ist der Name einer Walküre aus der Nordischen Mythologie. Sie ist belegt in den Edden (Edda), in der Sagaliteratur und in Werken der skaldischen Poetik.
Bei Snorri Sturluson (Skaldskapermál 47) weist Hildr entgegen der für Walküren hinlänglich bekannte Funktion des Geleits der im Kampf Gefallenen nach Walhall eine Abweichung auf. Sie erweckt in der Nacht die am Tage getöteten Krieger zum Leben, damit diese erneut in den Kampf ziehen können. Rudolf Simek sieht mit Gunter Müller in dieser Erzählung gegebenenfalls den volksmythologischen Reflex, neben dem typologischen Bezug der Walküren zum Tod, einer heilenden Funktion der Hildr durch magisch-zauberische Kräfte.